# Masters de Cincinnati 1980
El Abierto de Cincinnati 1980 fue un torneo de tenis jugado sobre pista dura. Fue la edición número 80 de este torneo. El torneo masculino formó parte del circuito  ATP. Se celebró entre el 18 de agosto y el 24 de agosto de 1980.

## Campeones

### Individuales masculinos
Harold Solomon vence a  Francisco González, 7–6, 6–3.

### Dobles masculinos
Bruce Manson /  Brian Teacher vencen a  Wojtek Fibak /  Ivan Lendl, 6–7, 7–5, 6–4.

### Individuales femeninos
Tracy Austin vence a  Chris Evert 6-2, 6-1

### Dobles femeninos
Laura duPont /  Pam Shriver vencen a   Mima Jaušovec /  Ann Kiyomura 6-3, 6-3
| Predecesor: Cincinnati 1979 | Masters de Cincinnati 1980 | Sucesor: Cincinnati 1981 |